# Мирув (Силезское воеводство)
Ми́рув (пол. Mirów) — село в Польше в Силезском воеводстве, Мышкувском повете, гмине Негова.

## География
Село находится в 5 км от административного центра гмины села Негова, 12 км от административного центра повета города Мышкув и 53 км от центра воеводства города Катовице.

## История
Первые сведения о селе относятся к XIII веку, когда Мирув был небольшим укреплённым пунктом, разрушенным при набеге татар. Позднее в окрестностях села польский король Казимир III построил небольшой замок. В XV веке этот замок перешёл в собственность шляхетского рода Мышковских.
В период с 1975 по 1998 год село административно входило в Ченстоховское воеводство.

## Достопримечательности
- Близ Мирува находятся развалины Мирувского замка, в связи с чем он входит в популярный туристический маршрут Путь Орлиных Гнёзд. Мирувский замок является памятником культуры Силезского воеводства;
- Часовня святого Станислава.